# 平潭海峡大桥
平潭海峡大桥，中国福建省福州市境内的一座公路跨海大桥，起点位于大陆一侧的福清市东瀚镇，跨越海坛海峡，经北青屿，终点位于海坛岛上的平潭县北厝镇娘宫村，是渔平高速公路的控制性工程及平潭县的第一座连陆桥梁。大桥线路总长4,975.92米，其中桥梁全长3,510米，大桥两端接线公路长1,465.92米 。大桥建设单位为福州平潭海峡大桥有限公司，施工单位为中交第二航务工程局有限公司，监理单位为山东省交通工程监理咨询公司 。项目总投资11.394亿元人民币，于2007年11月30日举行奠基仪式 ，2010年11月30日建成并试通车。

## 设计
大桥由主桥、中引桥、东引桥和西引桥组成，全长3,510米，其中主桥跨径布置为100米+2×180米+100米，长560米；上部结构为变高度预应力混凝土连续刚构箱梁，共分71个悬浇梁段 ，采用钻孔灌注桩、带防撞套箱承台、现浇墩身；引桥采用等截面预应力混凝土连续箱梁和钻孔灌注桩、带圆端的矩形承台、现浇墩身；全桥共61个桥墩 。主要技术指标：
- 公路等级：二级公路
- 设计安全等级：一级，护栏防撞能力为120吨级
- 车道：双向四车道
- 设计速度：80千米/小时
- 宽度：17米（路基和桥梁同宽）
- 地震基本烈度：Ⅶ度
- 通航标准：桥下通航5000吨级海轮，通航净高不小于38米，净宽不小于123米
- 设计水位：采用100年一遇极端高低水位（高水位5.18米、低水位-4.16米）
- 设计荷载：公路-Ⅰ级
- 结构设计基准年限：100年 [1]

## 历史
1991年，平潭县开始规划建设大桥。1992年10月，平潭县人民政府在建县80周年纪念会上，正式提出建设平潭海峡大桥，并成立了平潭海峡大桥筹建委员会。随后，时任平潭县县长的林文宝为筹建大桥积极招商，并邀请相关院校及科研单位进行前期准备工作。
1993年2月，香港第一亚银集敏集团董事长王帝勋带领49人考察投资建设大桥的事宜，但不久后放弃。而与此同时，大桥建设的前期工作仍在进行：福州大学土木建筑设计研究院、厦门大学海洋系、铁道部大桥局勘测设计院等单位，分别进行了平潭海峡大桥预可行性研究和桥位海底地质勘测等各项工作。
同年，林文宝因病去世。而修建桥梁的资金问题仍然无法解决，当时平潭县的年财政收入仅为4000万元左右，无法承担建桥所需的资金。
1994年8月，福建省计划委员会、福建省对外贸易经济委员会对平潭海峡大桥进行外资项目的省内立项工作。此后，香港怡华公司决定投资建桥，同年12月，通过公开对外招标，中交公路规划设计院（原交通部公路规划设计院）和福建省交通规划设计院中标成为大桥的设计单位。然而，由于大桥项目只获得了省级立项，所需资金缺乏保障，并且考虑到当时平潭进出岛的车流量不大，投资在短期内可能无法收回，风险较大，怡华公司在1995年6月大桥工程可行性研究报告完成时，单方面毁约，项目再次搁浅。
1998年，福建省人民政府将平潭海峡大桥作为重点招商项目，采取内资、外资合作的办法，与法国GTM集团达成合作意向，并由福建省交通规划设计院等完成了“预可”报告的编制。但是，GTM集团经过多次考察后，对平潭海峡大桥的车流量及平潭经济发展前景没有足够信心，最终选择了退出。
此后，大桥筹建委员会委托福建省交通规划设计院进行大桥“预可”报告的进一步修订，并于2001年完成。2003年，福建省交通运输厅组织会议对“预可”报告修订本进行了行业内审。2003年9月29日，福建省计划委员会对平潭海峡大桥项目建议书作出正式批复，批准项目立项。
2004年3月，大桥被列为福州市重点建设项目。中共福州市委决定由福州市交通建设集团和平潭县各出资50%，组建“福州平潭海峡大桥有限公司”，负责项目的资金筹措、建设施工、运营管理等事宜，并成立了“平潭海峡大桥筹建办公室”。
2004年12月，项目建议书和工程预可行性研究报告经过重新修编，由福建省发改委正式上报国家发改委要求审批立项。2005年3月，交通运输部和国家发改委先后委托有关单位，召集专家对平潭海峡大桥项目进行现场调研，并评估论证通过了工程“预可”报告。
2005年6月7日，福州平潭海峡大桥有限公司正式挂牌；同年10月20日，大桥经国家发改委批准正式立项。平潭百姓在得知大桥获国家立项后，于当夜自发燃放烟花炮竹以示庆贺。
2007年5月23日，国家发改委批复了平潭海峡大桥工程可行性研究报告。8月30日，交通运输部批复了大桥初步设计方案，至此，大桥工程的前期准备工作基本结束。在此期间，平潭全县社会各界人士先后为大桥捐资共计约6655万元。

## 建设历程
- 2007年11月30日，大桥项目开工典礼在平潭县北厝镇娘宫村举行。[3]
- 2008年2月27日，大桥正式开工。[8]
- 2008年4月1日，主桥钻孔桩正式开钻；5月20日，引桥正式开钻。
- 2008年9月11日，大桥首个承台开始浇注混凝土；10月15日，首个墩身开始浇注。
- 2010年7月1日，主桥中跨合龙。[9]
- 2010年7月18日，主桥全部贯通。[10]
- 2010年9月15日，全桥合龙贯通。
- 2010年11月30日，大桥全面建成并试通车。[8]
- 2010年12月25日，平潭海峡大桥、渔平高速公路正式通车。[11]

## 公共交通
2010年11月30日，福建省汽车运输有限公司（简称“闽运”）平潭分公司开通了平潭－福州客运专线。正式通车后，线路为：平潭客运站－西航路出城－进城大道－平潭海峡大桥－渔平高速公路－沈海高速公路－鼓山大桥（或白湖亭）－福州汽车南站，全程约80分钟。

## 事故
2011年9月9日，一辆开往平潭方向的轿车在大桥中段，与一辆大型卡车猛烈追尾，轿车起火，车内5人全部当场遇难。

## 复线桥
由于双向四车道的平潭海峡大桥无法完全满足车流量的需求，福建省决定修建渔平高速公路延伸线（平潭海峡大桥复线桥），与平潭海峡大桥形成双向六车道高速公路通道。
复线桥总投资14.32亿元，于2010年9月28日动工，起点位于福清市东瀚镇大壤山西侧，跨越海坛海峡，终至平潭县娘宫，全长3,504米，宽17米，单向3车道，设计速度80公里/小时，路基与桥梁宽度均为17米，荷载等级为公路Ⅰ级，通航标准为5000吨海轮，采用双孔单向通航。
复线桥距离平潭海峡大桥南侧25米，于2014年6月16日正式通车，两桥形成进出海坛岛的双向六车道通道。其中平潭海峡大桥负责出岛（西行）方向，复线桥负责进岛（东行）方向，两桥均限速60公里/小时，各设置为三车道加一条临时停车带。

## 收费
2019年1月1日前，渔平高速公路延伸线（平潭海峡大桥）车辆通行费按福建省高速公路相关收费标准的50%收取。具体标准为：一类车（7座以下含7座）为2.50元/公里；二类车（8~19座）为5.00元/公里；三类车（20~39座）为7.00元/公里；四类车（40座以上含40座）为7.50元/公里；五类车即15吨以上及40英尺（含同时运输2个20英尺）集装箱货车为8.75元/公里；计重收费的收费标准按照福建省有关规定执行。